# Михајло Јевтић (сликар)
Михајло Јевтић био је српски сликар и иконописац из 19. века.

## Биографија
Михајло Јевтић се потписао 1819. на икони Убрус Христов, која се налази у крипти српске православне цркве у Зворнику.